# Eimeria polita
Eimeria polita należy do królestwa protista, rodziny Eimeriidae, rodzaj Eimeria. Wywołuje u świń chorobę pasożytniczą - kokcydiozę. Eimeria polita pasożytuje w jelicie cienkim, jelicie ślepym oraz okrężnicy.